# مکانی تاریک
مکانی تاریک به (انگلیسی: A Dark Place) فیلمی سبک معمایی هیجانی محصول سال ۲۰۱۸، کشور انگلستان است. از بازیگران این فیلم می‌توان به اندرو اسکات اشاره کرد. این فیلم از سایت IMDb امتیاز ۶٫۲ را کسب کرد.

## داستان
هنگامی که یک پسر جوان در میان جنگل‌های دور افتاده شهر گم می‌شود، یک راننده کامیون در نقش کارآگاه ظاهر می‌شود و یک جستجوی وسواسی و پر مخاطره را برای پیدا کردن او شروع می‌کند…

## عوامل تولید

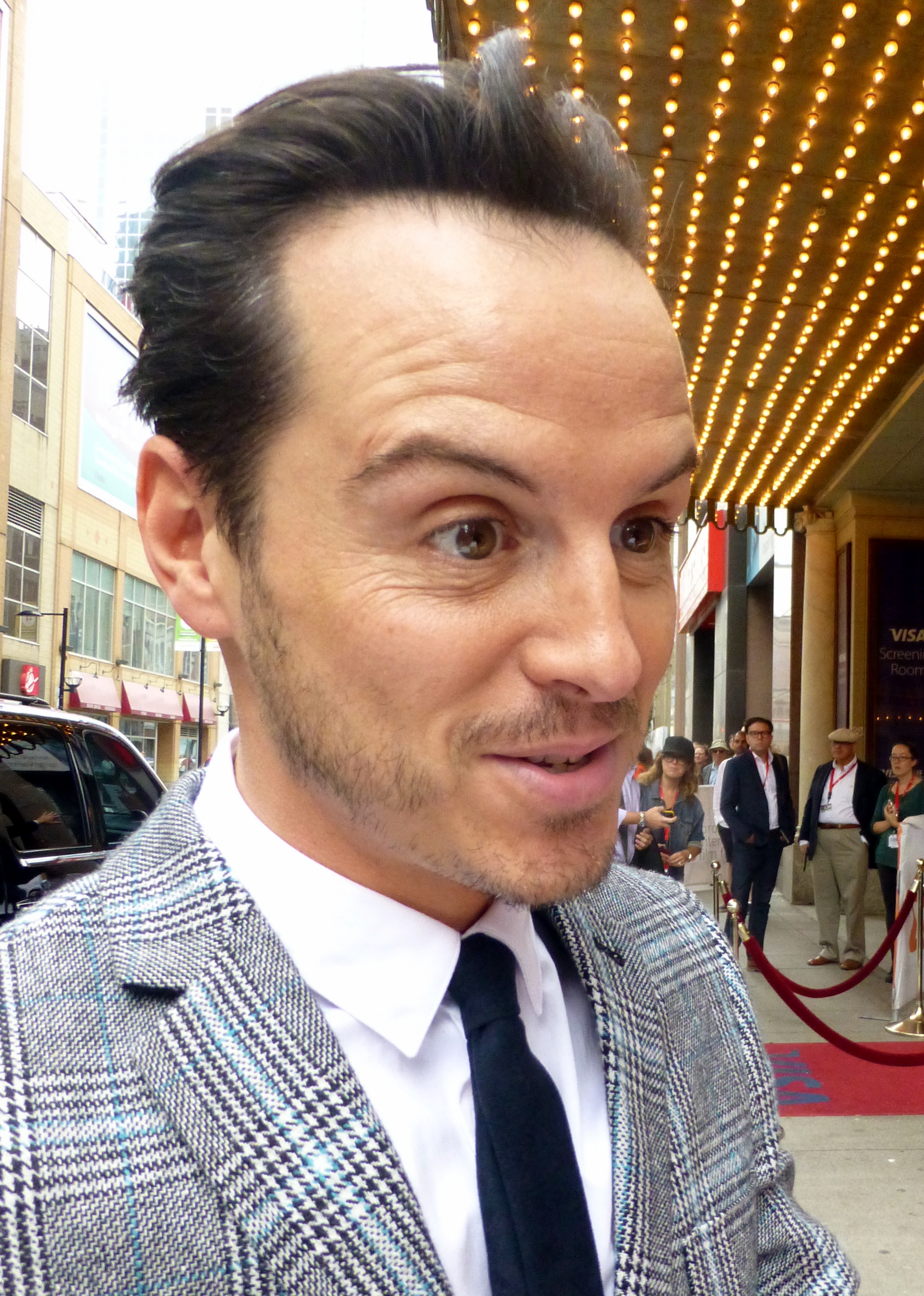
تصویر اندرو اسکات بازیگر

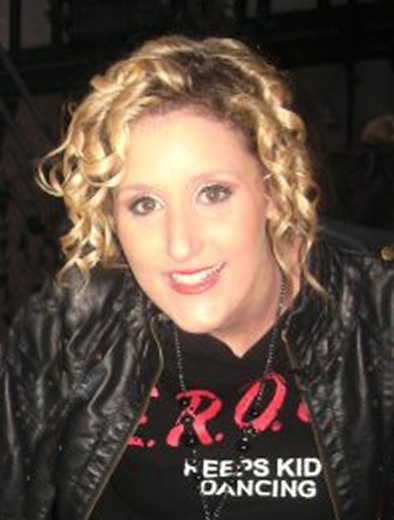
تصویر Bronagh Waugh

- Production companies: Bedlam Film
  - Zero Gravity Management
  - Motion Picture Capital
  - Cuckoo Lane
- توزیع کننده: Shout! Studios
- بازیگران:
  - Andrew Scott

- - Bronagh Waugh

- - Denise Gough
  - Michael Rose
  - Christa Campbell
  - Sandra Ellis Lafferty
  - Andrew Massett
  - Griff Furst
  - Jason Davis
  - Kate Forbes
  - Cory Scott Allen
- Director: Simon Fellows
- فیلمنامه‌نویس: Brendan Higgins
- Producers: Mark Williams
- Tai Duncan
- Gareth Ellis-Unwin
  - Leon Clarance
- Executive producers:
  - Lee Vandermolen
  - Laure Vaysse
  - Jo Monk
  - Deepak Nayar
- فیلمبردار: Marcel Zyskind
- Production designer: Erik Rehl
- طراح لباس: Lorraine Coppin
- تدوینگارن:
  - Chris Dickens
  - David Arshadi
- آهنگساز: John Hardy Music
- Casting Director: Nanw Rowlands